# Konstantin Beskov
Konstantin Ivanovič Beskov (in russo Константин Иванович Бесков?; Mosca, 18 novembre 1920 – Mosca, 6 maggio 2006) è stato un calciatore e allenatore di calcio sovietico, russo dopo la caduta dell'Unione Sovietica.
Era ritenuto uno dei più importanti tecnici nella storia del calcio sovietico, dietro a Valerij Lobanovs'kyj.

## Carriera

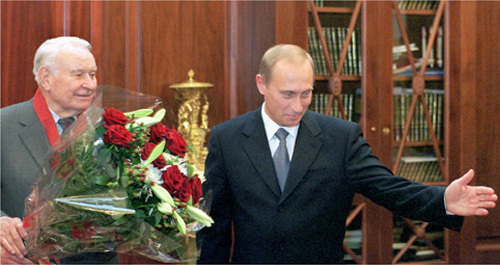
Beskov con Putin nel 2000

### Calciatore
Da calciatore ha militato per gran parte della sua carriera nella Dinamo Mosca, vincendo tre campionati sovietici: nel 1945 contribuisce con 8 gol in 21 incontri, nel 1949 è quarto tra i capocannonieri con 20 reti realizzate in 31 giornate di campionato e, dopo esser messo in evidenza anche nei due anni successivi, andando a segno 22 volte nel 1950 - quarto tra i marcatori - e 15 volte nel 1951, raggiungendo la seconda posizione tra i migliori marcatori, vince il suo terzo campionato dell'URSS nel 1954.
Con la Dinamo Mosca vince anche la Coppa nazionale nel 1953. Dopo 93 gol in 196 presenze in campionato con la maglia della Dinamo Mosca, alla media di 0,47 reti a partita, nel 1954 si ritira dal calcio giocato.
Gioca anche un paio d'incontro con la Nazionale olimpica dell'URSS nel 1952.

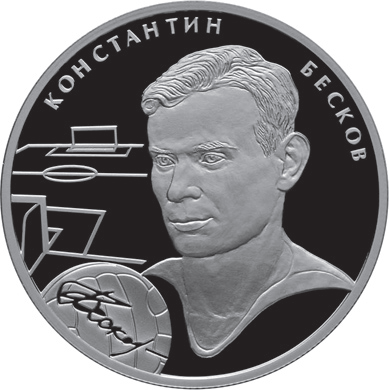
Moneta commemorativa del valore di 2 rubli in argento della Banca di Russia raffigurante Beskov.

### Allenatore

#### Club
Finita la carriera da giocatore, inizia ad allenare: nel 1956 si siede sulla panchina della Torpedo Mosca, terminando il campionato sovietico in quinta posizione. Cinque anni dopo, nel 1961, è ingaggiato dal CSKA Mosca: vince il proprio girone, chiudendo la seconda fase del campionato in quarta posizione. Anche nel 1962 il CSKA finisce il torneo in quarta posizione. Nel 1963 è chiamato sulla panchina della nazionale sovietica. Il 22 settembre debutta come CT sovietico in un'amichevole contro l'Ungheria (1-1). Beskov guida la Nazionale sovietica all'Europeo del 1964: sconfigge l'Italia agli ottavi per 3-1, supera la Svezia ai quarti per 4-2 e batte nettamente la Danimarca in semifinale con un 3-0, raggiungendo la finale persa contro la Spagna 2-1. Esonerato dall'incarico, nel biennio 1964-1965 allena lo Zorja a Luhansk: nei due anni conclude all'undicesimo e al settimo posto il campionato di seconda divisione. Passa alla Lokomotiv nel 1966, salvando il club dalla retrocessione con il terzultimo posto nel campionato di massima serie. Dalla stagione seguente, allena la Dinamo Mosca: al primo anno vince la coppa sovietica battendo in finale il CSKA Mosca per 3-0. Si ripete nel 1970, vincendo nuovamente la coppa nazionale contro la Dinamo Kiev per 2-1. Nel 1972 lascia la panchina della Dinamo Mosca.
Nel 1974 torna ad allenare l'URSS per tre incontri. Nel 1977 è chiamato ad allenare lo Spartak Mosca: in undici anni vince due campionati, nel 1979 e nel 1987 e la coppa delle Federazioni sovietiche nel 1987. Nel 1988 smette di allenare lo Spartak e tre anni dopo siede sulla panchina dell'Asmaral, club di terza divisione sovietica: nel 1991 Beskov vince il proprio girone del campionato di terza divisione sovietica, ottenendo la promozione diretta nella prima serie russa in seguito alla dissoluzione dell'Unione Sovietica. Nel biennio 1994-1995 torna alla Dinamo Mosca, in quelle che sono le sue ultime stagioni da allenatore: vince la Coppa di Russia 1994-1995, dopo aver battuto la Lokomotiv ai quarti (ai rigori) e lo Spartak in semifinale (1-0), squadre che aveva allenato, sconfiggendo il Rotor ai rigori.
Durante la sua carriera d'allenatore ha disputato più di 1000 incontri, vincendo quattro campionati, due di prima divisione e uno di seconda serie con lo Spartak Mosca e un altro di terza categoria con l'Asmaral. Ha vinto inoltre due coppe sovietiche e una coppa russa con la Dinamo Mosca e una coppa delle Federazioni sovietiche con lo Spartak. In quindici stagioni è riuscito a portare la propria squadra nelle prime tre posizioni del campionato, con lo Spartak Mosca non è mai sceso sotto il quinto posto, ottenendo due vittorie, cinque secondi posti, due terzi posti e sette qualificazioni consecutive alla Coppa UEFA negli anni ottanta.

## Statistiche

### Statistiche da allenatore

#### Club
In grassetto le competizioni vinte.
| Stagione             | Squadra              | Campionato           | Campionato | Campionato | Campionato | Campionato | Coppe nazionali | Coppe nazionali | Coppe nazionali | Coppe nazionali | Coppe nazionali | Coppe continentali | Coppe continentali | Coppe continentali | Coppe continentali | Coppe continentali | Altre coppe | Altre coppe | Altre coppe | Altre coppe | Altre coppe | Totale | Totale | Totale | Totale | % Vittorie | Piazzamento |
| Stagione             | Squadra              | Comp                 | G          | V          | N          | P          | Comp            | G               | V               | N               | P               | Comp               | G                  | V                  | N                  | P                  | Comp        | G           | V           | N           | P           | G      | V      | N      | P      | %          | Piazzamento |
| -------------------- | -------------------- | -------------------- | ---------- | ---------- | ---------- | ---------- | --------------- | --------------- | --------------- | --------------- | --------------- | ------------------ | ------------------ | ------------------ | ------------------ | ------------------ | ----------- | ----------- | ----------- | ----------- | ----------- | ------ | ------ | ------ | ------ | ---------- | ----------- |
| 1956                 | Torpedo Mosca        | KA                   | 22         | 8          | 7          | 7          | -               | -               | -               | -               | -               | -                  | -                  | -                  | -                  | -                  | -           | -           | -           | -           | -           | 22     | 8      | 7      | 7      | 36,36      | 5º          |
| 1961                 | CSKA Mosca           | KA                   | 30         | 16         | 6          | 8          | CUS             | 1               | 0               | 0               | 1               | -                  | -                  | -                  | -                  | -                  | -           | -           | -           | -           | -           | 31     | 16     | 6      | 9      | 51,61      | 4º          |
| 1962                 | CSKA Mosca           | KA                   | 22         | 9          | 8          | 5          | CUS             | 1               | 0               | 0               | 1               | -                  | -                  | -                  | -                  | -                  | -           | -           | -           | -           | -           | 23     | 9      | 8      | 6      | 39,13      | 4º          |
| Totale CSKA Mosca    | Totale CSKA Mosca    | Totale CSKA Mosca    | 52         | 25         | 14         | 13         |                 | 2               | 0               | 0               | 2               |                    | -                  | -                  | -                  | -                  |             | -           | -           | -           | -           | 54     | 25     | 14     | 15     | 46,30      |             |
| 1964                 | Zorja                | VGA                  | 50         | 15         | 21         | 14         | CUS             | 2               | 1               | 0               | 1               | -                  | -                  | -                  | -                  | -                  | -           | -           | -           | -           | -           | 52     | 16     | 21     | 15     | 30,77      | 11º         |
| 1965                 | Zorja                | VGA                  | 60         | 26         | 21         | 13         | CUS             | 1               | 0               | 0               | 1               | -                  | -                  | -                  | -                  | -                  | -           | -           | -           | -           | -           | 61     | 26     | 21     | 14     | 42,62      | 7º          |
| Totale Zorja         | Totale Zorja         | Totale Zorja         | 110        | 41         | 42         | 27         |                 | 3               | 1               | 0               | 2               |                    | -                  | -                  | -                  | -                  |             | -           | -           | -           | -           | 113    | 42     | 42     | 29     | 37,17      |             |
| 1966                 | Lokomotiv Mosca      | PGA                  | 36         | 11         | 5          | 20         | CUS             | 1               | 0               | 0               | 1               | -                  | -                  | -                  | -                  | -                  | -           | -           | -           | -           | -           | 37     | 11     | 5      | 21     | 29,73      | 17º         |
| 1967                 | Dinamo Mosca         | PGA                  | 36         | 18         | 13         | 5          | CUS             | 6               | 5               | 1               | 0               | -                  | -                  | -                  | -                  | -                  | -           | -           | -           | -           | -           | 44     | 23     | 14     | 5      | 52,27      | 2º          |
| 1968                 | Dinamo Mosca         | PGA                  | 38         | 19         | 9          | 10         | CUS             | 2               | 1               | 0               | 1               | -                  | -                  | -                  | -                  | -                  | -           | -           | -           | -           | -           | 40     | 20     | 9      | 11     | 50,00      | 5º          |
| 1969                 | Dinamo Mosca         | PGA                  | 26         | 12         | 7          | 7          | CUS             | 3               | 2               | 0               | 1               | CdC                | -                  | -                  | -                  | -                  | -           | -           | -           | -           | -           | 29     | 14     | 7      | 8      | 48,28      | 4º          |
| 1970                 | Dinamo Mosca         | PGA                  | 34         | 19         | 8          | 7          | CUS             | 7               | 5               | 2               | 0               | -                  | -                  | -                  | -                  | -                  | -           | -           | -           | -           | -           | 41     | 24     | 10     | 7      | 58,54      | 2º          |
| 1971                 | Dinamo Mosca         | PGA                  | 30         | 9          | 13         | 8          | CUS             | 4               | 2               | 0               | 2               | -                  | -                  | -                  | -                  | -                  | -           | -           | -           | -           | -           | 34     | 11     | 13     | 10     | 32,35      | 5º          |
| 1972                 | Dinamo Mosca         | PGA                  | 30         | 12         | 6          | 12         | CUS             | 4               | 1               | 2               | 1               | CdC                | 9                  | 4                  | 3                  | 2                  | -           | -           | -           | -           | -           | 43     | 17     | 11     | 15     | 39,53      | 10º         |
| 1977                 | Spartak Mosca        | PL                   | 36         | 22         | 10         | 6          | CUS             | 3               | 2               | 1               | 0               | -                  | -                  | -                  | -                  | -                  | -           | -           | -           | -           | -           | 39     | 24     | 11     | 6      | 61,54      | 1º          |
| 1978                 | Spartak Mosca        | VL                   | 30         | 14         | 5          | 11         | CUS             | 4               | 2               | 1               | 1               | -                  | -                  | -                  | -                  | -                  | -           | -           | -           | -           | -           | 34     | 16     | 6      | 12     | 47,06      | 5º          |
| 1979                 | Spartak Mosca        | VL                   | 34         | 21         | 10         | 3          | CUS             | 6               | 4               | 1               | 1               | -                  | -                  | -                  | -                  | -                  | -           | -           | -           | -           | -           | 40     | 25     | 11     | 4      | 62,50      | 1º          |
| 1980                 | Spartak Mosca        | VL                   | 34         | 18         | 9          | 7          | CUS             | 8               | 4               | 2               | 2               | -                  | -                  | -                  | -                  | -                  | -           | -           | -           | -           | -           | 42     | 22     | 11     | 9      | 52,38      | 2º          |
| 1981                 | Spartak Mosca        | VL                   | 34         | 19         | 8          | 7          | CUS             | 4               | 2               | 1               | 1               | CC                 | 6                  | 3                  | 1                  | 2                  | -           | -           | -           | -           | -           | 44     | 24     | 10     | 10     | 54,55      | 2º          |
| 1982                 | Spartak Mosca        | VL                   | 34         | 16         | 9          | 9          | CUS             | 3               | 2               | 0               | 1               | CU                 | 4                  | 3                  | 0                  | 1                  | -           | -           | -           | -           | -           | 41     | 21     | 9      | 11     | 51,22      | 3º          |
| 1983                 | Spartak Mosca        | VL                   | 34         | 18         | 9          | 7          | CUS             | 2               | 1               | 0               | 1               | CU                 | 6                  | 4                  | 1                  | 1                  | -           | -           | -           | -           | -           | 42     | 23     | 10     | 9      | 54,76      | 2º          |
| 1984                 | Spartak Mosca        | VL                   | 34         | 18         | 9          | 7          | CUS             | 3               | 2               | 0               | 1               | CU                 | 8                  | 5                  | 2                  | 1                  | -           | -           | -           | -           | -           | 45     | 25     | 11     | 9      | 55,56      | 2º          |
| 1985                 | Spartak Mosca        | VL                   | 34         | 18         | 10         | 6          | CUS             | 1               | 0               | 0               | 1               | CU                 | 6                  | 4                  | 1                  | 1                  | -           | -           | -           | -           | -           | 41     | 22     | 11     | 8      | 53,66      | 2º          |
| 1986                 | Spartak Mosca        | VL                   | 30         | 14         | 9          | 7          | CUS+CFUS        | 4+4             | 2+2             | 1+1             | 1+1             | CU                 | 6                  | 4                  | 1                  | 1                  | -           | -           | -           | -           | -           | 44     | 22     | 12     | 10     | 50,00      | 3º          |
| 1987                 | Spartak Mosca        | VL                   | 30         | 16         | 11         | 3          | CUS+CFUS        | 2+9             | 1+6             | 0+3             | 1+0             | CU                 | 6                  | 3                  | 1                  | 2                  | -           | -           | -           | -           | -           | 47     | 26     | 15     | 6      | 55,32      | 1º          |
| 1988                 | Spartak Mosca        | VL                   | 30         | 14         | 11         | 5          | CUS+CFUS        | 5+8             | 4+4             | 0+3             | 1+1             | CU                 | 4                  | 2                  | 0                  | 2                  | -           | -           | -           | -           | -           | 47     | 24     | 14     | 9      | 51,06      | 4º          |
| Totale Spartak Mosca | Totale Spartak Mosca | Totale Spartak Mosca | 394        | 208        | 110        | 76         |                 | 66              | 38              | 16              | 12              |                    | 46                 | 28                 | 7                  | 11                 |             | -           | -           | -           | -           | 506    | 274    | 133    | 99     | 54,15      |             |
| 1991                 | / Asmaral            | VTL                  | 42         | 24         | 14         | 4          | CUS             | 4               | 2               | 0               | 2               | -                  | -                  | -                  | -                  | -                  | -           | -           | -           | -           | -           | 46     | 26     | 14     | 6      | 56,52      | 1º          |
| 1992                 | / Asmaral            | VL                   | 32         | 14         | 7          | 11         | -               | -               | -               | -               | -               | -                  | -                  | -                  | -                  | -                  | -           | -           | -           | -           | -           | 32     | 14     | 7      | 11     | 43,75      | 7º          |
| Totale Asmaral       | Totale Asmaral       | Totale Asmaral       | 74         | 38         | 21         | 15         |                 | 4               | 2               | 0               | 2               |                    | -                  | -                  | -                  | -                  |             | -           | -           | -           | -           | 78     | 40     | 21     | 17     | 51,28      |             |
| 1994                 | Dinamo Mosca         | VL                   | 30         | 13         | 13         | 4          | CR              | 2               | 1               | 0               | 1               | -                  | -                  | -                  | -                  | -                  | -           | -           | -           | -           | -           | 32     | 14     | 13     | 5      | 43,75      | 2º          |
| 1995                 | Dinamo Mosca         | VL                   | 30         | 16         | 8          | 6          | CR              | 5               | 3               | 2               | 0               | CU                 | 4                  | 1                  | 2                  | 1                  | -           | -           | -           | -           | -           | 39     | 20     | 12     | 7      | 51,28      | 4º          |
| Totale Dinamo Mosca  | Totale Dinamo Mosca  | Totale Dinamo Mosca  | 290        | 118        | 77         | 95         |                 | 33              | 20              | 7               | 6               |                    | 13                 | 5                  | 5                  | 3                  |             | -           | -           | -           | -           | 336    | 144    | 89     | 104    | 42,86      |             |
| Totale carriera      | Totale carriera      | Totale carriera      | 978        | 449        | 271        | 258        |                 | 109             | 61              | 23              | 25              |                    | 59                 | 33                 | 12                 | 14                 |             | -           | -           | -           | -           | 1 146  | 543    | 306    | 297    | 47,38      |             |

## Palmarès

### Giocatore
- Campionato sovietico: 3

Dinamo Mosca: 1945, 1949, 1954
- Coppa dell'URSS: 1

Dinamo Mosca: 1953

### Allenatore

#### Club
- Pervaja Liga: 1

Spartak Mosca: 1977
- Campionato sovietico: 2

Spartak Mosca: 1979, 1987
- Coppa dell'URSS: 2

Dinamo Mosca: 1966-1967, 1970
- Coppa delle Federazioni sovietiche: 1

Spartak Mosca: 1987
- Vtoraja Liga: 1

Asmaral: 1991
- Coppa di Russia: 1

Dinamo Mosca: 1994-1995

#### Nazionale
- Bronzo olimpico: 1

Mosca 1980